# Atak smażonej wątróbki
Atak smażonej wątróbki, atak Fegatello – otwarcie szachowe, które charakteryzuje się posunięciami:
1. e4 e5
2. Sf3 Sc6
3. Gc4 Sf6
4. Sg5 d5
5. ed5 S:d5
6. S:f7 K:f7

## Charakterystyka
Atak smażonej wątróbki jest wariantem obrony dwóch skoczków. W założeniu białe ofiarują skoczka po to, aby osłabić pozycję króla czarnych. W wariancie w czwartym ruchu białe atakują osłabione pole f7 ruchem 4.Sg5, a czarne bronią je posunięciem 4.…d5. Następuje wymiana 5.ed5 S:d5, po czym białe ofiarują skoczka ruchem 6.S:f7. Po przyjęciu ofiary posunięciem 6.…K:f7, białe kontynuują atak 7.Hf3+ z groźbą zbicia skoczka, na co czarne odpowiadają 7.…Ke6. Nastąpi agresywna gra białych, wykorzystująca słabość pozycyjną czarnych.
Atak smażonej wątróbki jest grywany zarówno na poziomie amatorskim, jak i arcymistrzowskim.

## Warianty
Po posunięciu 7.…Ke6 białe odpowiadają ruchem 8.Sc3, zwiększając presję na czarnego skoczka d5, który jest związany. Czarne mają kilka możliwości do wyboru:
- 8.…Sb4. Jest to najlepsze posunięcie w tej pozycji, będące jednocześnie obroną skoczka d5, jak i atakiem na piona c2 z groźbą widełek na króla i wieżę a1 w kolejnym ruchu. Rekompensuje to słabość pozycyjną czarnych. Białe mogą odpowiedzieć Gb3 bądź He4, broniąc piona, bądź też zroszować[2].
- 8.…Se7. Czarne bronią zagrożonego skoczka pasywnym ruchem, dzięki któremu zwiększone jest bezpieczeństwo obu skoczków i króla. Odpowiedzią białych może być próba otwarcia centrum ruchem 9.d4, bądź też wyjścia skoczkiem 9.Se4 z groźbą szacha 10.Sg5+, po którym nastąpi 11.Sf7 z widełkami na hetmana i wieżę[2].
- 8.…Sd4. Ideą czarnych jest kontratak poprzez zaatakowanie białego hetmana i piona c2, a także groźba widełek na króla i wieżę a1. Przy idealnej grze białe powinny uzyskać przewagę, wychodząc od bicia gońcem skoczka d5 z szachem i wykorzystując fakt odsłonięcia króla przeciwnika; następnie białe mogą kontynuować atak hetmanem lub obronić nim piona c2. Jeżeli białe zbiją skoczka hetmanem i nastąpi wymiana hetmanów, pozycja będzie faworyzować czarnych z uwagi na fakt, iż białe nie będą w stanie wytworzyć siatki matowej. Przy pominięciu bicia przez białe, czarne obronią skoczka ruchem c6[2].

## Historia
Najstarsza znana partia stosująca ten wariant miała miejsce w 1610 roku w Rzymie między Giulio Polerio oraz Domenico. Tę partię wygrały białe. Nazwa otwarcia pochodzi od fegatello – dania będącego smażoną wątrobą. W otwarciu tym król czarnych, znajdując się pod atakiem białych, jest bowiem smażony jak fegatello.